# جيرة (عمارة)

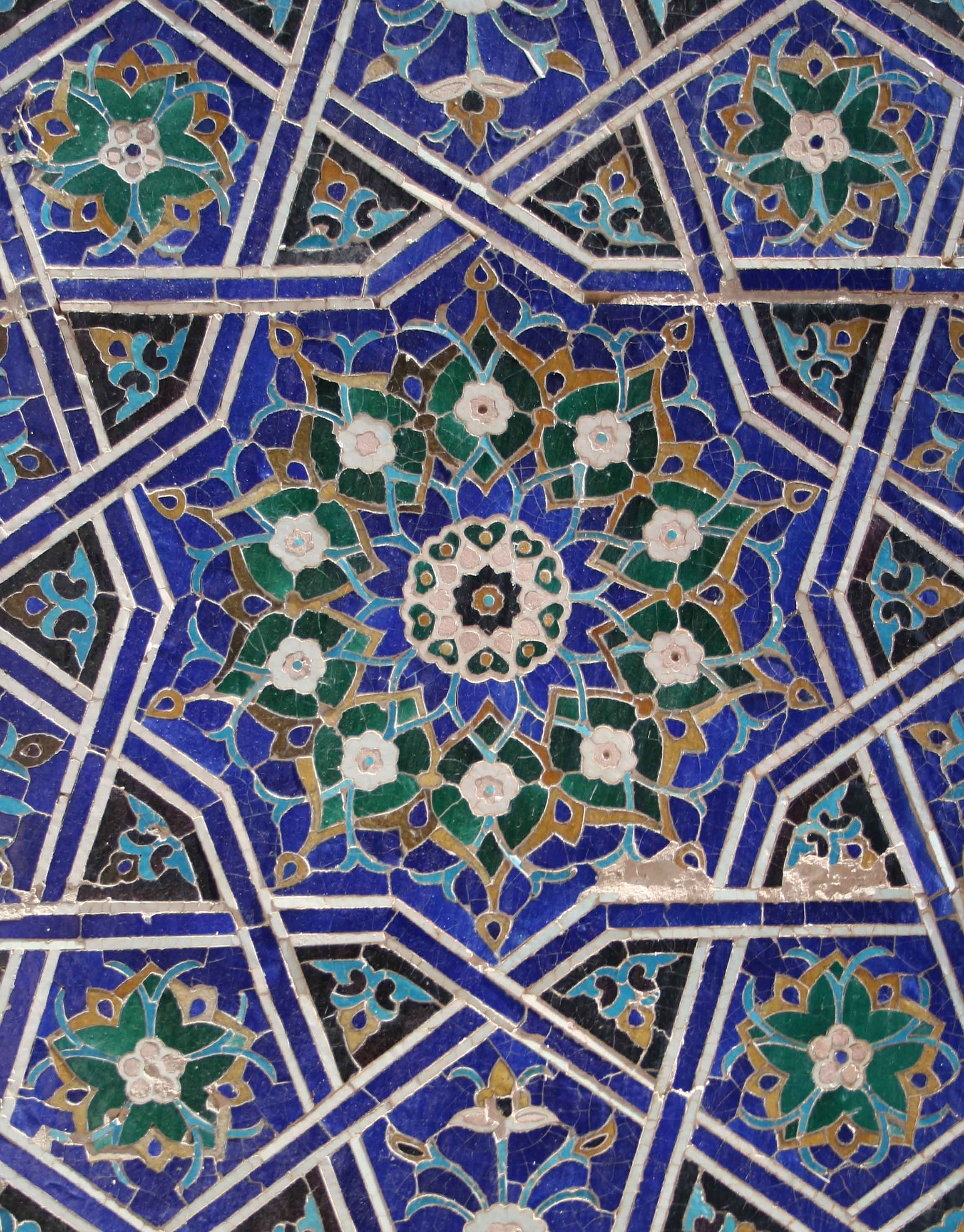
نمط الجيرة مزخرف بزخارف نباتية مطعمة من شاه زنده في سمرقند، بأوزبكستان

الجيرة (بالفارسية: گره، وتعني العقدة، ونسبتها الجيرية) هي أنماط هندسية إسلامية زخرفية تستخدم في العمارة والأشياء اليدوية، وتتكون من خطوط بزاوية تشكل نمطًا من الأشرطة الفنية [الإنجليزية] المتشابكة .
يعتقد الباحثون الغربيون أن زخرفة الجيرة الإسلامية هب شكل متقدم من أنماط العقد الرومانية السورية البدائية في القرن الثاني. يعود تاريخ أقدم فن للجيرة إلى حوالي عام 1000 ميلادي، وازدهر هذا الفن حتى القرن الخامس عشر. يمكن إنشاء أنماط الجيرة بعدة طرق، بما في ذلك بناء المسطرة التقليدية والفرجار؛ وبناء شبكة من المضلعات؛ واستخدام مجموعة من بلاط الجيرة مع خطوط مرسومة عليها، حيث تشكل الخطوط النمط. يمكن إعداد الأنماط باستخدام مستويين من التصميم، كما هو الحال في مرقد درب الإمام في إيران والمبني عام 1453. يمكن نسخ وحدات المربع المتكررة للأنماط المعروفة روسمًا، وقد تكون كتب الأنماط التاريخية مخصصة للاستخدام بهذه الطريقة.
يُظهر طومار طوب قابي الذي يعود للقرن الخامس عشر بشكل واضح أنماط الجيرة جنبًا إلى جنب مع البلاط المستخدم في إنشائها. يمكن استخدام مجموعة من البلاط تتكون من شكل سهم وطائرة ورقية لإنشاء بلاط بنروز غير دوري، على الرغم من عدم وجود دليل على استخدام مثل هذه المجموعة في العصور الوسطى. وقد استخدمت أنماط الجيرة لتزيين مواد متنوعة بما في ذلك الشاشات الحجرية، كما هو الحال في فاتح بور سيكري؛ وأعمال الجبس، كما هو الحال في المساجد والمدارس الإسلامية مثل مجمع حوناط خاتون في قيصري؛ والمعادن، كما هو الحال في مسجد ومدرسة السلطان حسن في القاهرة؛ وفي الخشب، كما هو الحال في مسجد قرطبة.

## التاريخ

### الأصول

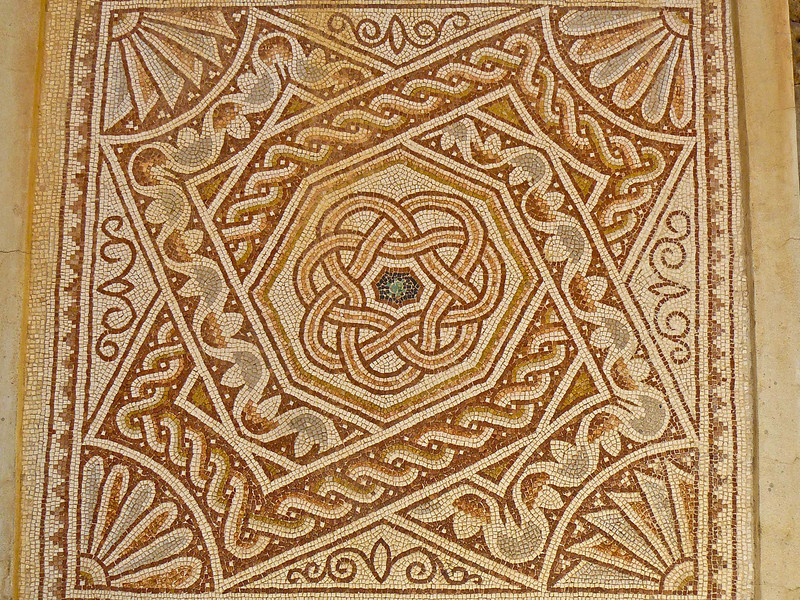
فسيفساء رومانية من القرن الثاني في المسرح الروماني في بصرى ذات أنماط عقد منحنية

يُعتقد أن أسلوب الزخرفة الجيرية مستوحى من أنماط العقد الرومانية السورية في القرن الثاني الميلادي. كانت هذه العقد تحتوي على أشرطة متشابكة منحنية ذات تناسق دوراني ثلاثي. يحتوي المسجد الأموي (709-715) في دمشق، سوريا، على نوافذ شبكية مصنوعة من أشرطة متشابكة متموجة على شكل نجوم سداسية الرؤوس. يمكن رؤية أمثلة مبكرة للأنماط الهندسية الإسلامية المكونة من خطوط أحزمة مستقيمة في هندسة البوابة الباقية لقافلة رباط الملك [الإنجليزية] في أوزبكستان، والتي بنيت عام 1078. إن الاستخدام الواسع للهندسة المعمارية الجيرية يرجع إلى العلاقة الوثيقة بين العمارة الإسلامية والهندسة والحرف اليدوية. تُصنف العمارة في مجال الهندسة العملية في الفترة الإسلامية المبكرة، وكانت مشاريع البناء تنطوي دائمًا على مهندس رياضي (Geometer)، والتي كان الفُرس يُترجمونها إلى (مُهندس - Muhandis)، وتشير إلى الهندسة الرياضية (Geometry) وليس الهندسة التطبيقية (Engineering) ومن هنا تُرجم لفظ المهندس للعربية. بالإضافة إلى ذلك، لم يتم تحديد حدود واضحة بين العلم والحرفة؛ وبالتالي، كان الحرفيون عادةً يتبعون مبادئ وإرشادات علماء الرياضيات بشكل مباشر.

### الأشكال الإسلامية المبكرة
أقدم شكل من أشكال الجيرة موجود على كتاب يظهر في الصفحة الأولى من مخطوطة للقرآن الكريم من عام 1000،عُثر عليها في بغداد. وقد زُخرفَت باستخدام مثمنات متشابكة وخط الثلث.
في مجال الأعمال الخشبية، يعد المنبر الذي يعود تاريخه إلى القرن الثالث عشر في جامع ابن طولون بالقاهرة أحد أقدم الأمثلة الباقية من الفن الهندسي الإسلامي. يمكن إنشاء أنماط الجيرية الخشبية بطريقتين مختلفتين. في أحدهما، تُنشأ شبكة خشبية تحتوي على مضلعات ونجوم؛ ويمكن ترك الثقوب كما هي، أو ملؤها ببعض المواد. أما في الآخر، المسمى الجيرية الشينية (gereh-chini) فتنشأ بألواح خشبية صغيرة بأشكال هندسية بشكل فردي، وتُدمج لإنشاء تصميم متقن.
في القرن العاشر، أجرى عالم الرياضيات والفلكي الفارسي أبو الوفاء البوزجاني تحقيقًا منهجيًا للأنماط الهندسية في بيت الحكمة. في أطروحته كتاب في تلك الإنشاءات الهندسية الضرورية للحرفي، إذ شرح البنية الهندسية ووضح طرق رسم المضلعات داخل الأشكال الأخرى (معظمها دوائر) للحرفيين والفنانين. أرسى هذا الكتاب الأساس لتصميم الجيرة من خلال شرح القواعد الأساسية لأنماط بناء الجيرة.
استخدم الأتراك مصطلح الجيرة في اللغة التركية للإشارة إلى أنماط الأشرطة متعددة الأضلاع في الهندسة المعمارية منذ أواخر القرن الخامس عشر. وفي نفس الفترة، قام الحرفيون بتجميع كتب أنماط الجيرة مثل مخطوطة طوبقاي التشابكية [الإنجليزية].
في حين شُوهدت سوابق الجيرة المنحنية في القرن العاشر، إلا أن أنماط الجيرة المتطورة بالكامل لم تظهر إلا في القرن الحادي عشر في إيران. حيث أصبحت عنصرًا تصميميًا مهيمنًا في القرنين الحادي عشر والثاني عشر، كما هو الحال في الزخارف الجصية المنحوتة ذات الجيرة المتشابكة في أبراج خراقان (1067) بالقرب من محافظة قزوين بإيران. في بعض الأحيان، كانت الزخارف النباتية المنمقة تتناسق مع الجيرة.
بعد العصر الصفوي، استمر استخدام الجيرة في سلالة الأوغاوز السلجوقية واليلخانات. في القرن الرابع عشر، أصبحَت الجيرة عنصرًا ثانويًا في الفنون الزخرفية؛ حيث استبدلها المعماريون إلى حد كبير بالأنماط النباتية خلال العهد التيموري، لكنه استمر في أهميته في الفنون الزخرفية في آثار آسيا الوسطى بعد ذلك الوقت.

## البناء

### الفرجار والمسطرة
تتكون الجيرة من تصاميم هندسية، غالبًا ما تكون من النجوم والمضلعات، والتي يمكن بناؤها بعدة طرق. ومن المعروف أن أنماط النجوم والمضلعات ذات التناظر الدوراني 5 و10 أضعاف قد صُنعَت في وقت مبكر من القرن الثالث عشر. يمكن رسم مثل هذه الأشكال باستخدام الفرجار والمسطرة. تُصنع أنماط الجيرة الأولى عن طريق نسخ قالب نمط على شبكة منتظمة؛ يُرسم النمط باستخدام الفرجار والمسطرة. اليوم، يستخدم الحرفيون الذين يستخدمون التقنيات التقليدية زوجًا من المسامك لترك علامة شق على قطعة من الورق تُترك في الشمس لجعلها هشة. تُرسم الخطوط المستقيمة باستخدام قلم رصاص وحافة مستقيمة غير مميزة. تعتمد أنماط الجيرة المصممة بهذه الطريقة على الفسيفساء والتبليط، وتبليط المستوى بخلية وحدة وعدم ترك أي فجوات. نظرًا لأن البلاط يستخدم عمليات الانسحاب والدوران، فإن الخلايا الوحدوية تحتاج إلى أن يكون لها تماثل دوراني بمقدار 2 أو 3 أو 4 أو 6 أضعاف.

### المضلعات في الاتصال
أحد أوائل الطلاب الغربيين للأنماط الإسلامية، إرنست هانبري هانكين [الإنجليزية]، عرّف الزخرفة العربية الهندسية بأنها نمط يتشكل: «بمساعدة خطوط بناء تتكون من مضلعات متلامسة». ولاحظ أنه يمكن استخدام العديد من التركيبات المختلفة للمضلعات طالما أن المساحات المتبقية بين المضلعات متناظرة بشكل معقول. على سبيل المثال، تحتوي شبكة من المثمنات المتلامسة على مربعات (من نفس جانب المثمنات) لتكون مساحات متبقية. كل مثمن هو الأساس لنجمة ذات 8 نقاط، كما هو واضح في قبر أكبر في أغرا (1605-1613). اعتبر هانكين «مهارة الفنانين العرب في اكتشاف التركيبات المناسبة للمضلعات ... مذهل تقريبًا».

### فسيفساء (بلاط) الجيرة
بحلول القرن الخامس عشر، لم تعد بعض أنماط الجيرة دورية، وربما بُنيَت باستخدام بلاط الجيرة. تعتمد هذه الطريقة على مجموعة من خمسة بلاطات مرسومة عليها خطوط، وعند استخدامها لتبليط المستوى دون فجوات، تشكل الخطوط الموجودة على البلاط نمط الجيرة. لم يُعرف بعد متى استخدمَ بلاط الجيرة لأول مرة في الزخارف المعمارية بدلًا من الفرجار والمسطرة، ولكن من المحتمل أن يكون ذلك في بداية القرن الثالث عشر. كانت طرق الزخرفة متنوعة للغاية، ومع ذلك، فقد تعرضت فكرة استخدام طريقة واحدة لجميعهم لانتقادات باعتبارها غير متناسبة مع العصر.

### تصميم ذو مستويين
كانت أنماط الجيرة على مرقد درب الإمام الذي بني عام 1453 في أصفهان ذات نمط أكثر تعقيدًا بكثير من أي نمط شوهد من قبل. تشير تفاصيل النمط إلى أن بلاط الجيرة، وليس الفرجار والمسطرة، كان يستخدم لتزيين الضريح. وتظهر الأنماط بشكل دالة غير دورية؛ ففي المنطقة على الحائط حيث يُعرض، لا تشكل نمطًا متكررًا بشكل منتظم؛ وتُرسم بمقياسين مختلفين. يمكن تمييز النمط واسع النطاق عند رؤية المبنى من مسافة بعيدة، ويمكن رؤية نمط أصغر نطاقًا يشكل جزءًا من النمط الأكبر من مسافة أقرب.
على الرغم من وجود أدلة على أن بعض بلاط الجيرة القديم استخدم قاعدة تقسيم مُنتهية [الإنجليزية] لرسم نمط من مستويين، إلا أنه لا توجد أمثلة تاريخية معروفة يمكن تكرارها على مستوى لا نهائي من المرات. على سبيل المثال، يتكون النمط المستخدم في إطار مرقد (الزوايا المعلقة) درب الإمام (انظر الشكل) من عشر زوايا وعقدات فقط، في حين تستخدم قاعدة التقسيم بلاطة سداسية مستطيلة إلى جانب هذين الشكلين. لذلك، يفتقر هذا التصميم إلى التشابه الذاتي بين المستويين.

#### عدم الدورية
إن التبليط الدوري هو التكرار المنتظم لـ(خلية الوحدة)، على غرار ورق الحائط، دون أي فجوات. يمكن رؤية مثل هذه البلاطات على أنها بلورة ثنائية الأبعاد، وبسبب نظرية التقييد البلوري في الرياضيات [الإنجليزية]، فإن الخلية الوحدوية مقيدة بتناظر دوراني بمقدار 2 و3 و4 و6 أضعاف. لذلك، من المستحيل أن يُبلط المستوى بشكل دوري بشكل له تماثل دوراني خماسي، مثل نجمة خماسية أو عشرية. يمكن أن تحتوي الأنماط ذات الترتيب الترجمي شبه الدوري المثالي اللانهائي على تماثلات دورانية محظورة بلوريًّا مثل الأشكال الخماسية أو العشرية. تحتوي هذه البلاطات شبه البلورية على أشكال ذات تماثل خماسي تتكرر بشكل دوري بين أشكال أخرى لا تتكرر، وكانت تصاميم المسلمين تعكس فهمهم لهذه النظرية.
إحدى الطرق لإنشاء أنماط شبه دورية هي إنشاء بلاط بنروز. يمكن تقسيم بلاط الجيرة إلى بلاط بنروز يسمى (دارت) و(كايت)، ولكن لا يوجد دليل على أن هذا النهج كان يستخدمه مسلمو العصور الوسطى. هناك طريقة أخرى لإنشاء أنماط شبه دورية وهي تقسيم بلاطات الجيرة بشكل متكرر إلى بلاطات أصغر باستخدام قاعدة التقسيم. في الحد الأقصى، سيُقسم المستوى إلى بلاطات الجيرة مكررة بترددات غير دورية. إن استخدام مثل هذه القاعدة التقسيمية من شأنه أن يكون بمثابة دليل على أن الحرفيين الإسلاميين في القرن الخامس عشر كانوا على دراية بأن بلاط الجيرة يمكن أن ينتج أنماطًا معقدة لا تتكرر أبدًا، وهو إنجاز هندسي في ذلك العصر. ومع ذلك، لا يوجد أي أنماط معروفة مصنوعة من بلاط الجيرة تتميز بتصميم يتكون من أكثر من مستويين. لم تكن هناك حاجة عملية لنمط الجيرة بأكثر من مستويين من التصميم، حيث أن المستوى الثالث سيكون إما كبيرًا جدًا أو صغيرًا جدًا بحيث لا يمكن إدراكه. ويبدو أن الحرفيين الإسلاميين في العصور الوسطى كانوا يستخدمون أداة لديها القدرة على إنشاء أنماط معقدة للغاية، ويرى إي. ماكوفيكي أنهم لم يدركوا ذلك، قائلًا:
اكتفى الحرفيون بإنشاء نطاق أساسي واسع دون الاهتمام بالمفهوم الرياضي للأنماط شبه الدورية القابلة للتوسع إلى ما لا نهاية. ومع ذلك، فقد فهموا بلا شك الخصائص الهندسية المحلية للأنماط شبه البلورية التي بنوها، واستخدموها لمصلحتهم.

#### طومار طوب قابي
توثق طومار طوب قابي، التي يعود تاريخها إلى أواخر القرن الخامس عشر، استخدام بلاط الجيرة لإنشاء أنماط الجيرة. تُظهر الرسومات الموجودة في كتاب النمط خطوط الجيرة المتراكبة على البلاط المستخدم لإنشاء النمط، مما يجعل البناء واضحًا تمامًا.

### القوالب
بمجرد إنشاء نمط متكرر، بغض النظر عن الطريقة المستخدمة، يمكن إعادة إنشاء النمط عن طريق نسخ وحدة متكررة منه، مثل نمط ورق الحائط، كروسم ورقي. يمكن بعد ذلك وخز النمط بكل بساطة على السطح المراد تزيينه. من المحتمل أن طومار طوب قابي كان مخصصًا للاستخدام كقوالب. يحتوي المختصر المجهول على وحدات تكرار مربعة للعديد من أنماط الجيرة. يحتوي كتاب ابن الرزاز الجزري في العلوم والممارسة المفيدة في الفنون الميكانيكية على قوالب واضحة لأغراض خاصة مثل أبواب البرونز المصبوب.

## الجيرة في مواد متنوعة

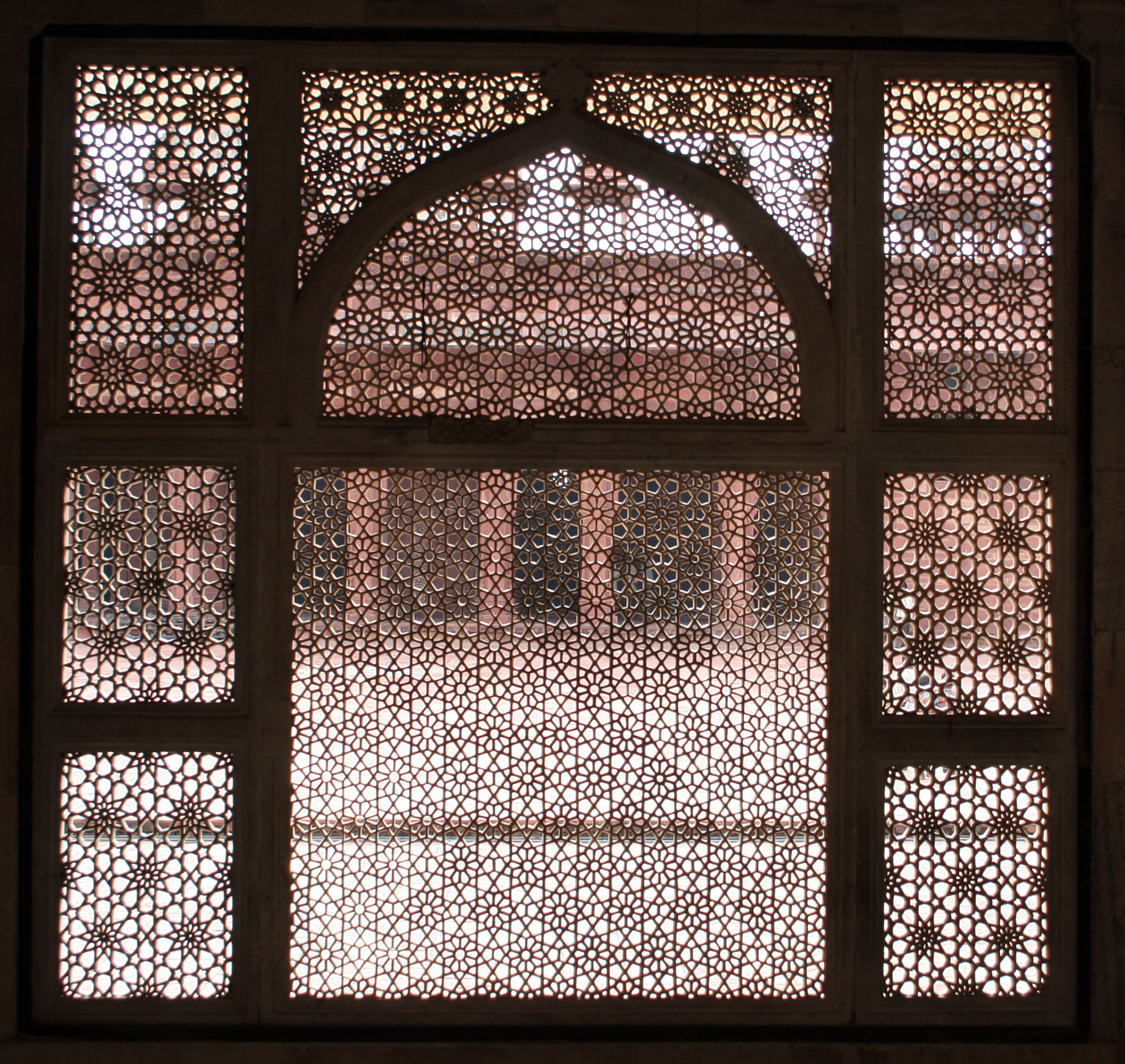
شاشات حجرية من الجيرة في قبر سليم جشتي، فات حبور سيكري، القرن السادس عشر
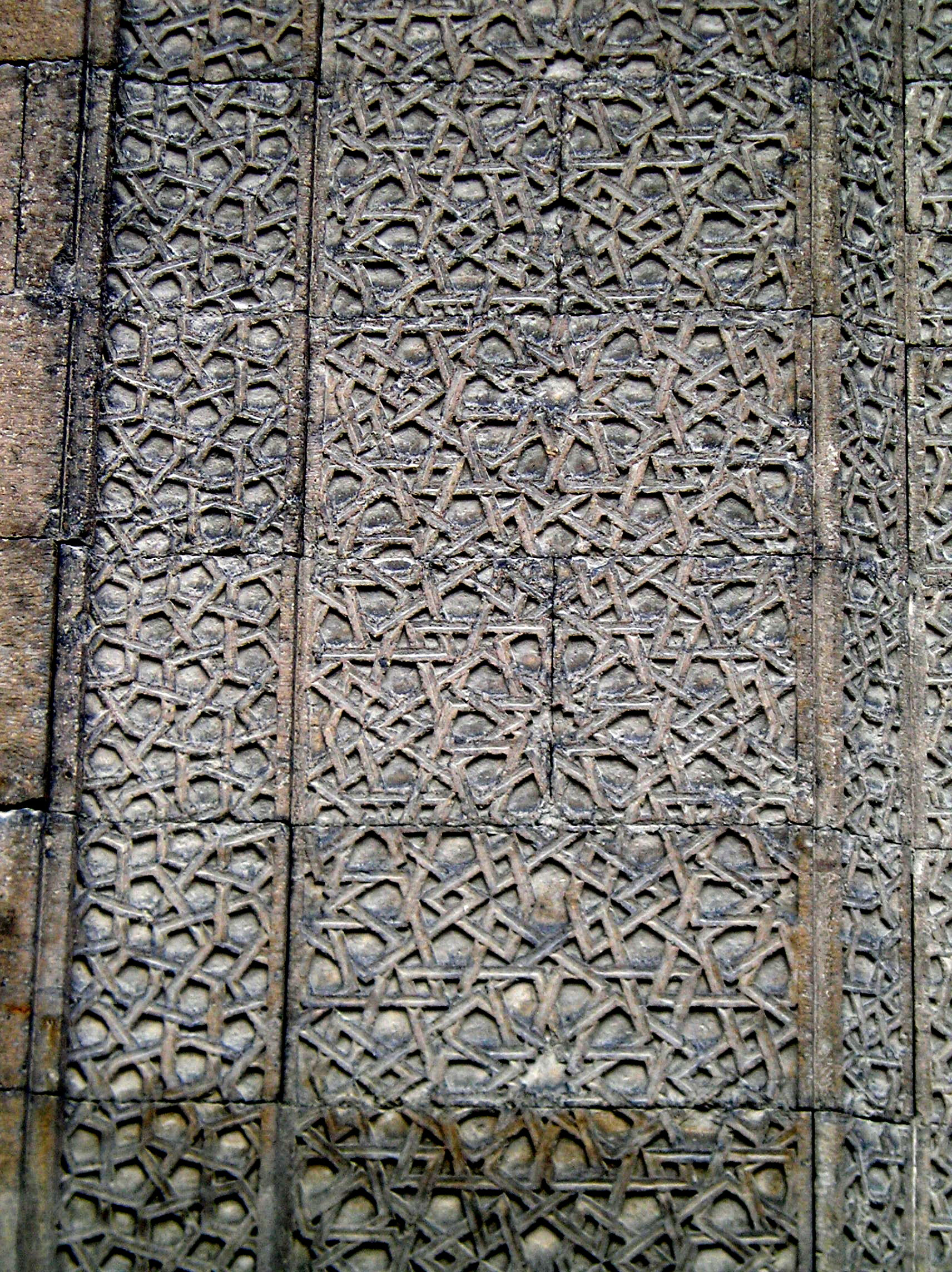
الجيرة في أعمال الجبس في إيوان مجمع حنات خاتون، قيصرية
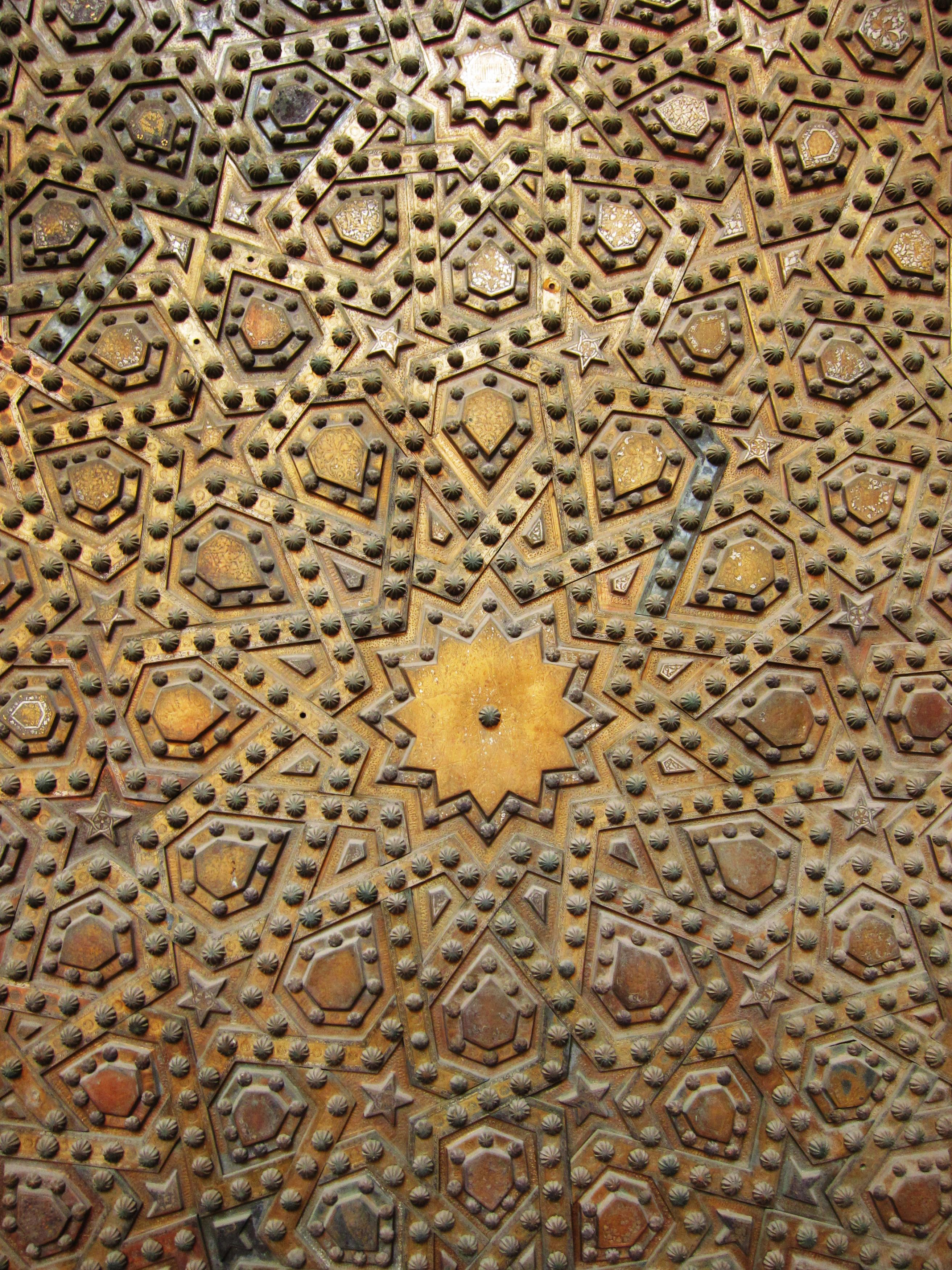
جيرة معدنية: نجمة ذات 12 رأسًا على بوابة مسجد السلطان حسن، القاهرة
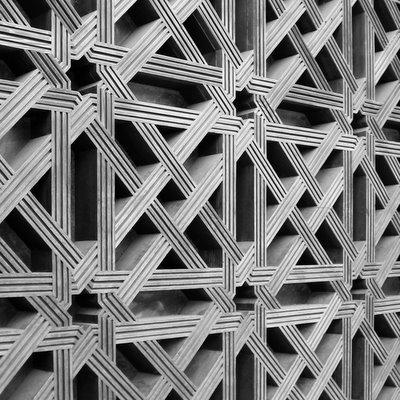
جيرة من الخشب: شباك في الجامع الكبير في قرطبة

## الجيرة على أسطح مختلفة

### الجيرة على النوافذ

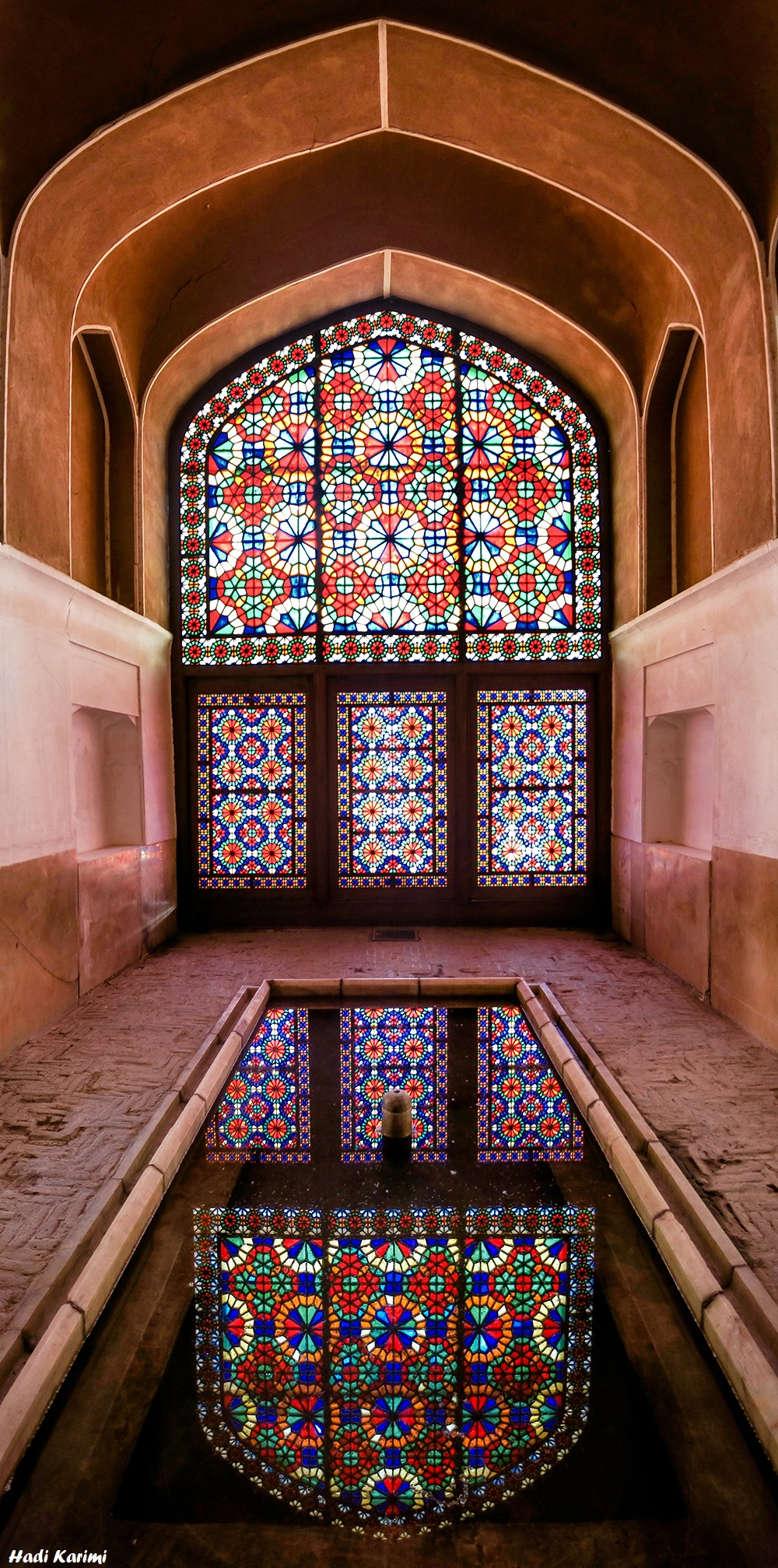
نافذة ملونة لحديقة دولت آباد، إيران

طُبقَت الجيرة على نطاق واسع في الهندسة المعمارية. إن الأنماط الموجودة على النوافذ الهندسية الفارسية تلبي احتياجات العمارة الفارسية، حيث إن الزخرفة الموجودة على النوافذ تدل على الوضع الاجتماعي والاقتصادي لصاحبها. ومن الأمثلة الجيدة على ذلك جناح آزاد كوليجي في حديقة دولت آباد في إيران. من خلال أنماط الجيرة الموجودة على نافذتها، تمكن المهندسون المعماريون من إظهار طبقات متعددة. الطبقة الأولى هي الحديقة الفعلية التي يستطيع الناس رؤيتها عندما يفتحون النافذة. والطبقة الثانية هي الحديقة الصناعية حيث إن نقوش الجيرة على الجانب الخارجي من النافذة هي نمط منحوت ويوجد أسفلها زجاج ملون مما يخلق وهم حديقة جميلة. تعمل الطبقة متعددة الألوان على خلق إحساس بكتلة من الزهور. الطبقة الصطناعية مجردة، مما يشكل تناقضًا واضحًا مع الطبقة الحقيقية خارج النافذة، ويمنح الجمهور مساحة كافية من الخيال.

### الجيرة على القباب

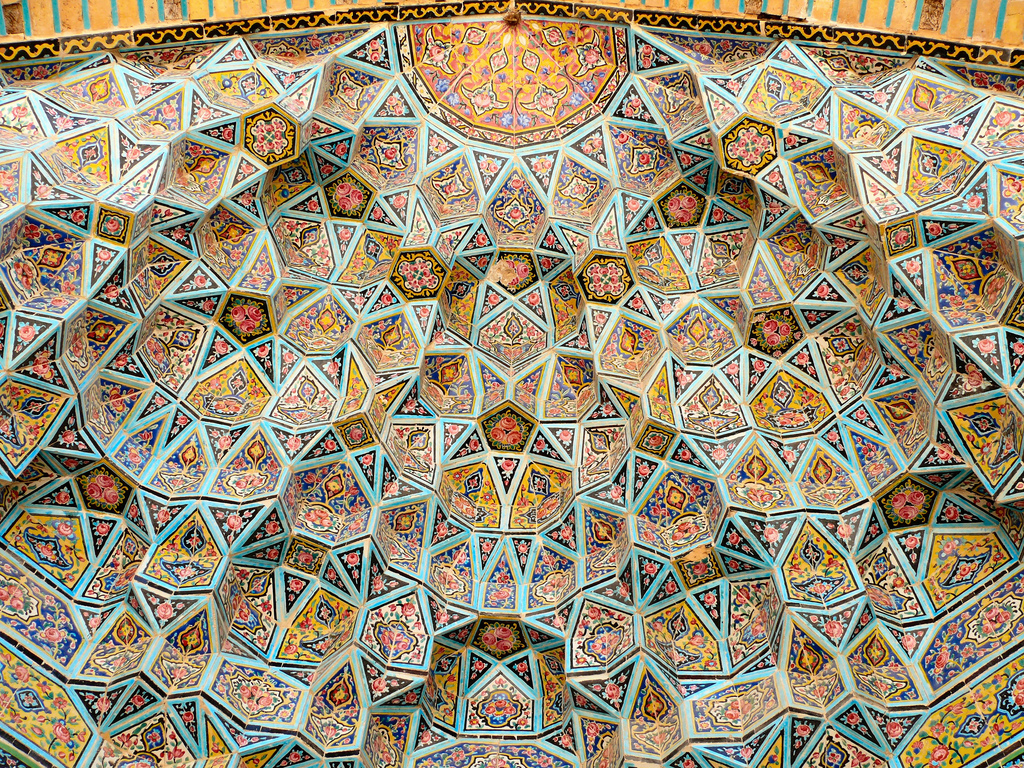
سقف قبو مسجد نصير الملك، إيران

بالإضافة إلى المنصات البسيطة مثل النوافذ، فإن أنماط الجيرة على القباب تحظى بشعبية كبيرة أيضًا. ومع ذلك، بسبب الأشكال المنحنية للقباب، فإنها تحتاج إلى تقنيات خاصة. ومن أهم هذه التقنيات ما يسمى بطريقة داست جاردن. تشير هذه الطريقة إلى أن عدد مضلعات النجوم المطبقة على النمط يعتمد بشكل كبير على تغيير انحناء القبة. يؤدي تقليل انحناء سطح القبة إلى تقليل عدد النقاط على مضلع النجمة. وهكذا فإن أشكال نمط الجيرة تعتمد بشكل كبير على القبة. يمكن تطبيق نفس الطريقة على الأسطح الأخرى، حتى الأسطح غير المنتظمة.

### الجيرة على الجدران

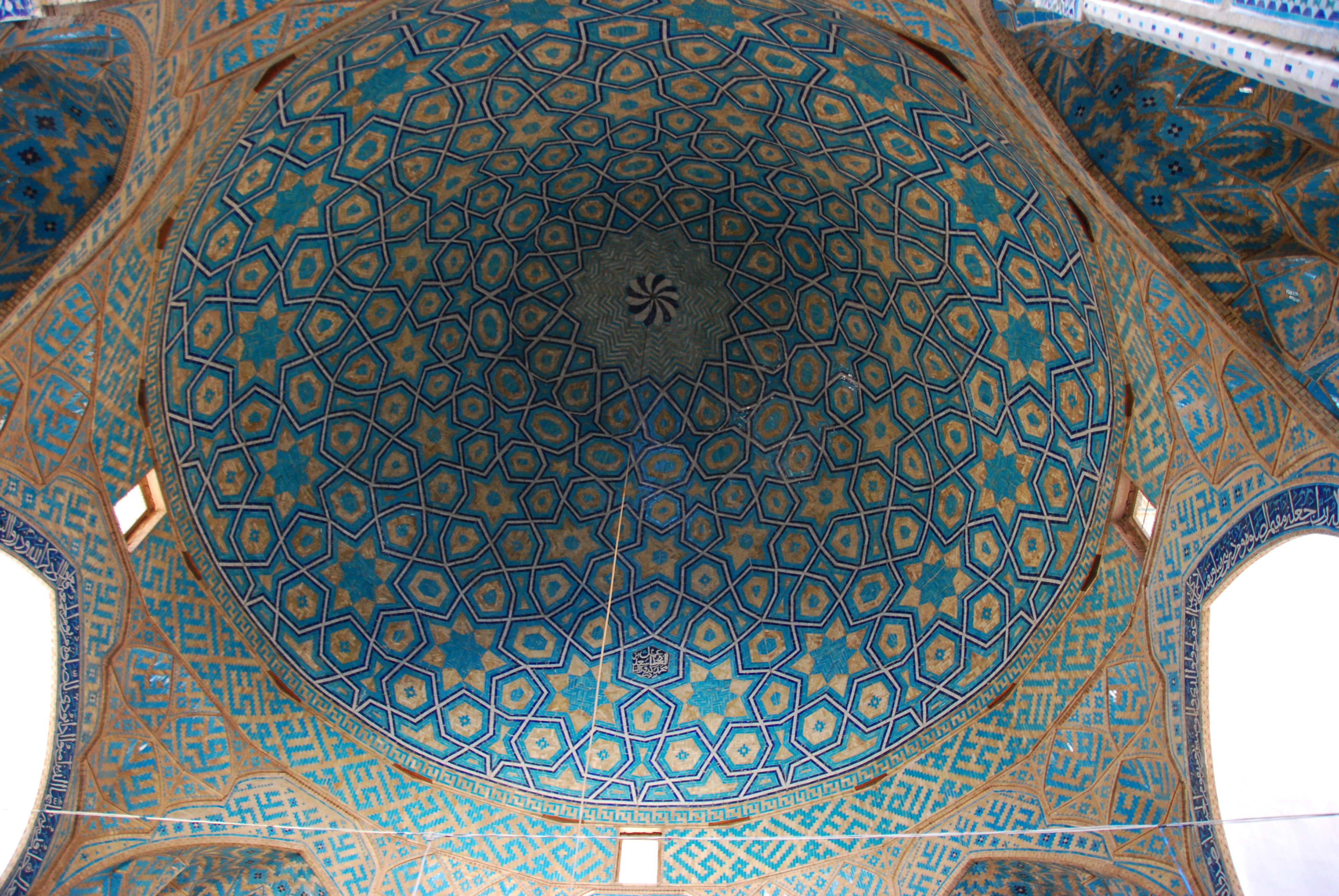
قبة مسجد جامع يزد، إيران

ومن المرجح جدًا أن نرى انتشار أنماط الجيرة في جميع أنحاء جدران بعض المباني الإسلامية. ترتبط خطوط التزيين مع بعضها البعض وتشكل شبكة مستمرة عبر البلاط بأكمله مع دمج الحواف. بالإضافة إلى ذلك، تتنوع أنماط الجيرة كثيرًا على السطح، مع أشكال هندسية مختلفة بما في ذلك العشاري، والسداىسيات، والربطات العنقودية، والمعينات. ومن بين كل هذه الأنماط، هناك تقنية خاصة مشتركة: التحول المتشابه ذاتيًا. تُكمل عملية رسم الخرائط باستخدام هذه الحرية لإزالة اختلاف حافة هذه الأنماط وتقليل عدم تطابق الحافة إلى أدنى درجة. إن الاستخدام الواسع للجيرة في الديكور الداخلي يتوافق مع العقيدة الإسلامية. الأنماط المتكررة للجيرة قادرة على التوسع في كل اتجاه، وبالتالي فإن الجيرة لديها طبيعة غير محددة. إن هذه الخاصية تشبه اعتقاد المسلمين بأن الإنسان، الذي ليس مقياسًا للعالم، لا يمكنه أبدًا أن يفهم المعنى اللانهائي للعالم الذي خلقه الله. تتمتع أنماط الجيرة أيضًا بوظيفة بصرية تتمثل في مساعدة المشاهدين على تجاوز الرؤية الأحادية [الإنجليزية] حيث يقوم المشاهدون بتحويل وجهات نظرهم وفقًا للمخططات الأساسية.

## طالع أيضًا
- أنماط التشابك الإسلامية [الإنجليزية]
- المقرنصات
- طومار طوب قابي

### ملحوظات
1. ↑  وهي منسوبة إلى الهندسة في الرياضيات (Geometer) وليس تخصص الهندسة (Engineering)
2. ↑  هو فرع الرياضيات الذي يدرس الأشكال
3. ↑  هو التخصص الذي يدرس تطبيق العلوم في الحياة العملية
4. ↑  اسم الكتاب مُترجم من الإنجليزية، وقد لا يكون نفسه بالضط
5. ↑  يوضح كتاب "الأنماط الهندسية الإسلامية" لإريك بروج العديد من هذه الأنماط، ويقدم (في الملحق) تعليمات مفصلة لبنائها باستخدام الفرجار والمسطرة فقط.[18]
6. ↑  الطومار هو نوع من المخطوطات ذات الورق الملفوف

### الاستشهادات
1. ↑  Bonner، Jay (2017). Islamic geometric patterns : their historical development and traditional methods of construction. New York: Springer. ص. 579. ISBN:978-1-4419-0216-0. OCLC:1001744138.
2. ↑  "Gereh Sazi". Welcome to Encyclopaedia Iranica. Encyclopaedia Iranica Online (بالإنجليزية الأمريكية). Archived from the original on 2025-02-18. Retrieved 2013-01-01. {{استشهاد بموسوعة}}: الوسيط |تاريخ الوصول= and |تاريخ-الوصول= تكرر أكثر من مرة (help)
3. ↑  Broug, Eric (2008). Islamic Geometric Patterns. Thames and Hudson. ص. 153. ISBN:978-0-500-28721-7.
4. ↑  Broug, Eric (2008). Islamic Geometric Patterns. Thames and Hudson. ص. 71. ISBN:978-0-500-28721-7.
5. 1 2  Ahuja، Mangho (1995). "Tessellations in Islamic Calligraphy". Leonardo. ج. 28 ع. 1: 41–45. DOI:10.2307/1576154. JSTOR:1576154. S2CID:191368443.
6. ↑  "Materials and Mediums". Pattern in Islamic Art. مؤرشف من الأصل في 2016-02-16. اطلع عليه بتاريخ 2012-02-08.
7. ↑  Tabbaa, Yasser (2002). The transformation of Islamic art during the Sunni revival. I. B. Tauris. ص. 84. ISBN:978-1-85043-392-7. مؤرشف من الأصل في 2023-02-18.
8. ↑  "Jami' Ibn Tulun". مؤرشف من الأصل في 2017-02-02. اطلع عليه بتاريخ 2017-01-25.
9. ↑  Broug, Eric (2008). Islamic Geometric Patterns. Thames and Hudson. ص. 66–69. ISBN:978-0-500-28721-7.
10. ↑  Henry, Richard (2007). "Pattern, Cognition and contemplation: Exploring the Geometric Art of Iran" (PDF). Iran Society. مؤرشف من الأصل (PDF) في 2014-06-11. اطلع عليه بتاريخ 2012-02-08.
11. 1 2 3  "Gereh Sazi". Welcome to Encyclopaedia Iranica. Encyclopaedia Iranica Online (بالإنجليزية الأمريكية). Archived from the original on 2025-02-18. Retrieved 2013-01-01. {{استشهاد بموسوعة}}: الوسيط |تاريخ الوصول= and |تاريخ-الوصول= تكرر أكثر من مرة (help)"Gereh Sazi". Encyclopaedia Iranica Online. Retrieved 2013-01-01.
12. 1 2  Koliji، Hooman (30 مارس 2016). "Gazing Geometries: Modes of Design Thinking in Pre-Modern Central Asia and Persian Architecture". Nexus Network Journal. ج. 18: 105–132. DOI:10.1007/s00004-016-0288-6.
13. ↑  Dündar, A. (2003). "Bir Belgeye Göre Amasya II. Bayezid Külliyesi" (PDF). Ankara Üniverstesi İlahiyat Fakültesi Dergisi (بالتركية). 44 (2): 131–172. Archived from the original (PDF) on 2018-07-19.
14. ↑  Katz, V. J. (2007). The Mathematics of Egypt, Mesopotamia, China, India, and Islam. Princeton University Press. ص. 620. ISBN:978-0-691-11485-9. مؤرشف من الأصل في 2023-02-18.
15. ↑  "Architecture – iv. Central Asian". Welcome to Encyclopaedia Iranica. Encyclopaedia Iranica (بالإنجليزية الأمريكية). 11 Aug 2011. Archived from the original on 2025-01-18. Retrieved 2012-02-08. {{استشهاد بموسوعة}}: الوسيط |تاريخ الوصول= and |تاريخ-الوصول= تكرر أكثر من مرة (help)
16. ↑  Pugachenkova, G. A.؛ Dani, A. H. Dani؛ Yinsheng, Liu (2000). Urban development and architecture (istory of Civilizations of Central Asia Volume IV: The Age of Achievement: A.D. 750 to the End of the Fifteenth Century – Part Two: The Achievements). UNESCO. ISBN:978-92-3-103654-5. مؤرشف من الأصل في 2024-12-02.
17. ↑  Allen, Terry (2004). "Islamic Art and the Argument from Academic Geometry". اطلع عليه بتاريخ 2012-01-23.
18. ↑  Broug, Eric (2008). Islamic Geometric Patterns. Thames and Hudson. ص. 194–243. ISBN:978-0-500-28721-7.
19. ↑  Henry, Richard (2007). "Pattern, Cognition and contemplation: Exploring the Geometric Art of Iran" (PDF). Iran Society. مؤرشف من الأصل (PDF) في 2014-06-11. اطلع عليه بتاريخ 2012-02-08.Henry, Richard (2007). "Pattern, Cognition and contemplation: Exploring the Geometric Art of Iran" (PDF). Iran Society. Archived from the original (PDF) on 2014-06-11. Retrieved 2012-02-08.
20. ↑  Cromwell, P.R. (2009). "The Search for Quasi-Periodicity in Islamic 5-fold Ornament". Mathematical Intelligencer. ج. 31 ع. 1: 36–56. DOI:10.1007/s00283-008-9018-6. S2CID:18284378.
21. ↑  Lee, A. J. (1987). "Islamic Star Patterns". Muqarnas. ج. 4: 182–197. DOI:10.2307/1523103. JSTOR:1523103.
22. 1 2  Hankin، Ernest Hanbury (1925). The Drawing of Geometric Patterns in Saracenic Art. Memoirs of the Archaeological Survey of India No. 15. Government of India Central Publication Branch. مؤرشف من الأصل في 2024-11-04.
23. ↑  Peter J. Lu and Paul J. Steinhardt (2007). "Decagonal and Quasi-crystalline Tilings in Medieval Islamic Architecture" (PDF). Science. ج. 315 ع. 5815: 1106–1110. Bibcode:2007Sci...315.1106L. DOI:10.1126/science.1135491. PMID:17322056. S2CID:10374218. مؤرشف من الأصل (PDF) في 2009-10-07.
24. ↑  Lu and Steinhardt, Supplementary figures نسخة محفوظة 2009-03-26 على موقع واي باك مشين.
25. 1 2 3  Necipoglu, Gulru (2017). The Arts of Ornamental Geometry: A Persian Compendium on Similar and Complementary Interlocking Figures. A Volume Commemorating Alpay Özdural. Brill. ص. 11–76. ISBN:978-90-04-31520-4. مؤرشف من الأصل في 2020-08-02.
26. 1 2 3 4 5 6  Peter J. Lu and Paul J. Steinhardt (2007). "Decagonal and Quasi-crystalline Tilings in Medieval Islamic Architecture" (PDF). Science. ج. 315 ع. 5815: 1106–1110. Bibcode:2007Sci...315.1106L. DOI:10.1126/science.1135491. PMID:17322056. S2CID:10374218. مؤرشف من الأصل (PDF) في 2009-10-07.Peter J. Lu and Paul J. Steinhardt (2007). "Decagonal and Quasi-crystalline Tilings in Medieval Islamic Architecture" (PDF). Science. 315 (5815): 1106–1110. Bibcode:2007Sci...315.1106L. doi:10.1126/science.1135491. PMID 17322056. S2CID 10374218. Archived from the original نسخة محفوظة 7 أكتوبر 2009 على موقع واي باك مشين. (PDF) on 2009-10-07.
27. 1 2  Emil Makovicky (2007). "Comment on "Decagonal and Quasi-Crystalline Tilings in Medieval Islamic Architecture"". Science. ج. 318 ع. 5855: 1383a. Bibcode:2007Sci...318.1383M. DOI:10.1126/science.1146262. PMID:18048668.
28. ↑  Necipoglu, Gulru (2017). The Arts of Ornamental Geometry: A Persian Compendium on Similar and Complementary Interlocking Figures. A Volume Commemorating Alpay Özdural. Brill. ص. 11–76. ISBN:978-90-04-31520-4. مؤرشف من الأصل في 2020-08-02.Necipoglu, Gulru (2017). The Arts of Ornamental Geometry: A Persian Compendium on Similar and Complementary Interlocking Figures. A Volume Commemorating Alpay Özdural. Brill. pp. 11–76. ISBN 978-90-04-31520-4.
29. ↑  Koliji، Hooman (2015). "Built on Light: The 'Crafty' Art of Geometric Patterned Windows". International Journal of Islamic Architecture. ج. 4: 75–108. DOI:10.1386/ijia.4.1.75_1.
30. ↑  Mohammad، Kasraei (2016). "Girih for Domes: Analysis of Three Iranian Domes". Nexus Network Journal. ج. 18: 311–321. DOI:10.1007/s00004-015-0282-4.
31. ↑  Nejdet Erzen، Jale (2011). "Reading Mosques: Meaning and Architecture in Islam". The Journal of Aesthetics and Art Criticism. ج. 69 ع. 1: 125–131. DOI:10.1111/j.1540-6245.2010.01453.x. JSTOR:42635843.
32. ↑  Koliji، Hooman (30 مارس 2016). "Gazing Geometries: Modes of Design Thinking in Pre-Modern Central Asia and Persian Architecture". Nexus Network Journal. ج. 18: 105–132. DOI:10.1007/s00004-016-0288-6.Koliji, Hooman (30 March 2016). "Gazing Geometries: Modes of Design Thinking in Pre-Modern Central Asia and Persian Architecture". Nexus Network Journal. 18: 105–132. doi:10.1007/s00004-016-0288-6.